# Karel Pollak
Karel Pollak (1778 – 1850) byl český architekt a stavitel z období klasicismu, působící zejména v Praze mezi lety 1812 až 1845.

## Život a dílo
Podrobnější údaje o životě tohoto architekta nejsou známy, ale jeho jméno je často zmiňováno zejména v souvislosti s klasicistními přestavbami významných nebo památkově chráněných objektů v Praze a okolí. Některé z jeho prací:
- Dům U tří zlatých hvězd, Praha-Malá Strana, Tržiště č.p. 263/10 (přestavba v letech 1812–1813)[1]
- Stavovské divadlo (oprava a nerealizovaný návrh rozšíření, 1814)[2]
- Jinonický panský dvůr s pivovarem (kolem 1815)[3]
- Thunovský palác (úpravy 1815–1822)[4]
- Měšťanský dům U Stříbrného melounu, Praha-Nové Město, Ke Karlovu č.p. 457/7 (přestavba dvou hospodářských budov na obytný dům, 1818)[5]
- Suchdolský zámeček, později zvaný Brandejsův statek (obnova po požáru, 1822–1824)[6]
- Městský dům, Praha-Malá Strana, Jánský vršek č.p. 314/12 (projekt 1833–1835)[7]
- Měšťanský dům U Žluté růže, Praha-Malá Strana, Na Kampě č.p. 512/11 (1835)[8]